# Herbert Ihering
Herbert Ihering ou Jhering (né le 29 février 1888 à Springe et mort le 15 janvier 1977 à Berlin ) est un dramaturge, metteur en scène, journaliste et critique de théâtre allemand.

## Biographie
Le père d'Ihering est Georg Jhering, expert au tribunal de district de Springe, sa mère est son épouse Marie, née Brandes. Il étudie au lycée d' Aurich et le lycée Empereur-Guillaume d'Hanovre. En 1906, il commence à étudier l'allemand à Fribourg-en-Brisgau et à Munich et en octobre 1907, il s'inscrit à l'Université de Berlin.
Herbert Ihering commence sa carrière en 1909 en tant qu'employé de l'hebdomadaire Die Schaubühne publié par Siegfried Jacobsohn. D'août à décembre 1913, il est critique de théâtre à la Vossische Zeitung et de 1914 à 1918 dramaturge à la Volksbühne de Vienne (de). Il y travaille également en tant que réalisateur, notamment pour la première de la comédie Der Kandidat de Carl Sternheim.
En 1918, il devient indépendant pour le Berliner Börsen-Courier, pour lequel il a déjà travaillé en 1913/14. De 1918 à 1920, il travaille également comme éditeur pour les éditions Felix Bloch Erben (de). En 1919, il succède à Alfred Kerr comme critique de théâtre au quotidien Der Tag (de), publié par Scherl Verlag. En 1920, il publie l'hebdomadaire illustré Der kleine Roman, qui ne paraît que cette année-là, et en 1920/21, en tant que successeur d'Otto Zoff, il édite la série de livres Der Schauspieler, publiée par Erich Reiß (de).
De 1922 à 1933, Ihering devient l'un des critiques de théâtre et de cinéma les plus importants de la République de Weimar au Berliner Börsen-Courier, dirigé par Emil Faktor (de). Ihering « cultive un style complètement différent de celui des autres grands critiques de l’époque. Il écrit beaucoup plus objectivement, mais avec une mission. Dans ses articles, critiques et pamphlets de combat, il argumente massivement et utilise parfois un langage assez lourd. [...] Ses articles s'adressaient aux directeurs artistiques, dont il exige un programme cohérent, varié et idéalement pensé, aux metteurs en scène, dramaturges, scénographes et dramaturges, qu'il veut encourager à travailler ensemble dans une manière qui - pour lui - avait du sens en termes de contenu et de forme "
En décembre 1921, Ihering rencontre le jeune Bertolt Brecht, qu'il propose en 1922 pour le prix Kleist en tant que représentant de la Fondation Kleist. À cette occasion et à d’autres occasions, Ihering se positionne comme l’antipode d’Alfred Kerr. Le contraste entre les deux papes de la critique préoccupe le public littéraire de la République de Weimar. Alors que Kerr porte des jugements sévères, Ihering se considère comme un compagnon d'armes du nouveau drame, qui analyse en détail les performances des acteurs.
Fin 1927, Ihering emménage dans un nouvel immeuble de trois étages à Berlin-Zehlendorf, dans lequel il vivra cinquante ans jusqu'à sa mort. Après avoir contribué pendant de nombreuses années à façonner les programmes radiophoniques de la République de Weimar, sa présence dans ce média encore jeune prit brusquement fin en octobre 1932
Fin 1933, le Berliner Börsen-Courier doit cesser de paraître. Alfred Kerr, critique de théâtre au Berliner Tageblatt, s'enfuit en exil le 15 février 1933. Hermann Sinsheimer prend ses fonctions, mais à partir du 1er janvier 1934, Ihering devient critique de théâtre au Berliner Tageblatt. Ihering poursuit son travail de critique théâtrale sans se laisser décourager, même à l'époque nationale-socialiste. Klaus Mann le caricature donc dans son roman Mephisto de 1936 dans le personnage du journaliste opportuniste et bavard Dr Ihrig et Alfred Kerr se sont moqués de lui dans un poème en tant que critique de hareng.
En 1936, il est exclu de la Chambre de littérature du Reich et la Chambre de presse du Reich lui interdit de continuer à travailler comme critique. Il travaille désormais comme directeur de casting chez Société des films sonores Tobis, où il effectue principalement des « travaux préparatoires » pour les films d'Emil Jannings. À partir de 1941, il peut publier plusieurs biographies d’acteurs de l’Allemagne nazie. En 1942, Lothar Müthel le nomme dramaturge au Burgtheater de Vienne. Son salaire annuel à Vienne est de 24 000 RM, c'est pourquoi Heinz Hilpert le décrit comme « le spectateur de théâtre le mieux payé au monde ». Le travail actif d'Ihering en tant que journaliste et dramaturge pendant la période national-socialiste nuit considérablement à sa réputation. Lorsqu'il réoriente son activité vers la RDA dans les années d'après-guerre, cela lui vaut de nouvelles réprimandes ; le critique de théâtre Hans Sahl parle d'un « Ihering deux fois assimilé ».
En 1945, Ihering devient dramaturge en chef du Théâtre allemand de Berlin, qui se trouve désormais dans la zone d'occupation soviétique, sous la direction de Gustav von Wangenheim . Il entreprend immédiatement de réorganiser la vie théâtrale berlinoise et renoue avec Brecht, qu'il soutient dans la création de l'Ensemble berlinois. En 1950, il devient membre à part entière de l'Académie des Arts de Berlin. Au début des années 1950, il est membre fondateur de la section des arts du spectacle de l'Académie des arts de l'Est. En raison de divergences avec le successeur de von Wangenheim, Wolfgang Langhoff, Ihering doit renoncer en 1953 à son poste de dramaturge en chef du Théâtre allemand.
Comme auparavant, Ihering vit dans le quartier de Zehlendorf à Berlin-Ouest, mais écrit presque exclusivement pour la presse de la RDA, notamment pour le Berliner Zeitung et pour Sonntag (de), l'hebdomadaire de l'Association culturelle de la RDA. Ses Bemerkungen über Theater und Film y paraissent régulièrement à partir de 1955. En 1956, il est nommé secrétaire permanent de la section des arts du spectacle de l'Académie des arts de l'Est (jusqu'en 1962)
Fin 1962, il doit arrêter sa section et ne peut plus exercer les fonctions de secrétaire de la section des arts du spectacle. À partir de la fin des années 1960, le critique de théâtre et de cinéma reçoit de nombreux honneurs en RDA et en République fédérale. Son influence sur la vie culturelle de la République fédérale reste toutefois limitée ; seuls certains journaux allemands, comme le Recklinghäuser Zeitung (de), publient occasionnellement ses critiques. Les dernières critiques d'Ihering paraissent en 1974.
Sa tombe se trouve au cimetière de Zehlendorf (section tombe 3 W 109). Le legs d'Ihering est situé à l'Académie des Arts de Berlin.

## Prix
- 1955 Prix Lessing de la RDA (de)
- 1963 Docteur honoris causa de l'Université Humboldt de Berlin
- 1967 Médaille Johannes-R.-Becher de l'Association culturelle de la RDA
- 1968 Prix Heinrich-Mann de l'Académie des arts de l'Est
- 1969 Prix d'art de Berlin (de) de l'Académie des Arts (Ouest)
- 1970 Feuille d'argent de l'Association des dramaturges allemands (de)
- 1971 Bande de film en or (de) pour de nombreuses années de travail exceptionnel dans le cinéma allemand
- 1973 Membre honoraire de l'Académie des Arts de l'Est

## Publications
- Regisseure und Bühnenmaler. Berlin: Goldschmidt-Gabrielli, 1921.
- Der Kampf ums Theater. Dresden: Sibyllen, 1922.
- Aktuelle Dramaturgie. Berlin: Schmiede, 1924.
- Die vereinsamte Theaterkritik. Berlin: Schmiede, 1927.
- Reinhardt, Jessner, Piscator, oder Klassikertod? Berlin: Rowohlt, 1929.
- Die getarnte Reaktion. Berlin: Rowohlt, 1930.
- Emil Jannings – Baumeister seines Lebens und seiner Filme. Heidelberg; Berlin; Leipzig: Hüthig, 1941.
- Von Josef Kainz bis Paula Wessely. Schauspieler von gestern und heute. Heidelberg; Berlin; Leipzig: Hüthig, 1942.
- Regie. Berlin: Hans von Hugo, 1943.
- Käthe Dorsch. München: Zinnen, 1944.
- Berliner Dramaturgie. Berlin: Aufbau, 1947.
- Vom Geist und Ungeist der Zeit. Berlin: Aufbau, 1947.
- Junge Schauspieler. Berlin: Henschel, 1948.
- Theaterstadt Berlin. Ein Almanach. Berlin: Bruno Henschel, 1948.
- Die Zwanziger Jahre. Berlin: Aufbau, 1948.
- Hrsg.: Theater der Welt: ein Almanach. Berlin: Henschel, 1949.
- Heinrich Mann. Berlin: Aufbau, 1951.
- Auf der Suche nach Deutschland. Berlin: Aufbau, 1952.
- Schauspieler in der Entwicklung. Berlin: Aufbau, 1956.
- Die Weltkunst der Pantomime. Berlin: Aufbau, 1956.
- Bertolt Brecht und das Theater. Berlin: Rembrandt 1959.
- Mit Eva Wisten: Eduard von Winterstein. Berlin: Henschel, 1961.
- Von Reinhardt bis Brecht. Vier Jahrzehnte Theater und Film. 3 Bde. Berlin: Aufbau, 1961.
- Begegnungen mit Zeit und Menschen. Berlin: Aufbau 1963 (= Bremen: Schünemann Verlag (de), 1965).
- Mit Hugo Fetting: Ernst Busch. Berlin: Henschel, 1965.
- Theater der produktiven Widersprüche, 1945-1949. Berlin, Weimar: Aufbau, 1967.

Publié à titre posthume
- Bert Brecht hat das dichterische Antlitz Deutschlands verändert. Gesammelte Kritiken zum Theater Brechts. dir. von Klaus Völker (de). München: Kindler, 1980.
- Theater in Aktion: Kritiken aus 3 Jahrzehnten. 1913-1933. dir. von Edith Krull. Berlin: Henschel, 1986.
- Werner Krauß. Ein Schauspieler und das neunzehnte Jahrhundert. dir. von Sabine Zolchow und Rudolf Mast. Berlin: Vorwerk 8, 1997,  (ISBN 3-930916-15-0).
- Umschlagplätze der Kritik. Texte zu Kultur, Politik und Theater. dir. von Corinna Kirschstein, Sebastian Göschel, Fee Isabelle Lingnau. Berlin: Vorwerk 8, 2010,  (ISBN 978-3-940384-23-2).